# Оток (Західнопоморське воєводство)
Оток (пол. Otok, нім. Woedtke) — село в Польщі, у гміні Грифиці Ґрифицького повіту Західнопоморського воєводства.
Населення — 268 осіб (2011).
У 1975-1998 роках село належало до Щецинського воєводства.

## Демографія
Демографічна структура станом на 31 березня 2011 року:
|          | Загалом | Допрацездатний вік | Працездатний вік | Постпрацездатний вік |
| -------- | ------- | ------------------ | ---------------- | -------------------- |
| Чоловіки | 138     | 38                 | 92               | 8                    |
| Жінки    | 130     | 28                 | 77               | 25                   |
| Разом    | 268     | 66                 | 169              | 33                   |